# La Tempête de neige (film)
Pour l’article homonyme, voir La Tempête de neige.
Pour plus de détails, voir Fiche technique et Distribution.
La Tempête de neige (Метель, Metel) est un film soviétique réalisé par Vladimir Bassov, sorti en 1964,.

## Fiche technique
- Photographie : Sergeï Vronskiï
- Musique : Georgi Sviridov
- Décors : Evgeni Kumankov